# オルダニー島
オルダニー島（Alderney）は、ヨーロッパのイギリス海峡にあるチャンネル諸島に位置する小島である。イギリスの王室属領であるガーンジー代官管轄区に属するが、独自の法律やオルダニー島独自の自治権を持っている。
チャンネル諸島はイギリスの王室属領（Crown dependency）であり、外交・防衛についてはイギリスが責任を負うが、独自の憲法と法律を有しており、連合王国の法律が原則として適用されない。したがって、マン島と同様に連合王国には所属しない。

## 歴史
第二次世界大戦期にオルダニー強制収容所が建設された。

## 地理
チャンネル諸島の北東部にある。面積7.9km2、中心地はセント・アン（フランス語名サン・タンヌ）付近にはバーフー島、オルタチ島、灯台があるカスケッツ島などの無人の小島がある。
オルダニー島の西海岸一帯および付近の小島と水域はシロカツオドリ、アザラシ、ロブスター、バス、プレイスなどの重要な繁殖地である。2005年にバーフー島および浅瀬、藻場などを含む一帯はラムサール条約登録地となった。

## 交通

### 航空
オルダニー空港がある。

### 鉄道
オルダニー鉄道が島内を走っている。

## 人口
人口は約2400人である。